# Loma de las Víboras
Loma de las Víboras är en ort i Mexiko.   Den ligger i kommunen Amealco de Bonfil och delstaten Querétaro Arteaga, i den sydöstra delen av landet, 120 km nordväst om huvudstaden Mexico City. Loma de las Víboras ligger 2 385 meter över havet och antalet invånare är 416.
Terrängen runt Loma de las Víboras är kuperad söderut, men norrut är den platt. Runt Loma de las Víboras är det ganska tätbefolkat, med 111 invånare per kvadratkilometer. Närmaste större samhälle är Temascalcingo de José María Velazco, 18,8 km sydost om Loma de las Víboras. I omgivningarna runt Loma de las Víboras växer huvudsakligen savannskog.